# Република Србија (1990—2006)
Република Србија је име које је имала Србија од 1990. до 2006, у оквиру Социјалистичке Федеративне Републике Југославије до 1992, Савезне Републике Југославије до 2003, и онда до 2006. године у Државној заједници Србији и Црној Гори.

## Историја
Доношењем Устава из 1990. године одлучено је да се име Социјалистичка Република Србија промени у Република Србија, која је задржала то име и после 1992. године.
Део Србије су биле и две аутономне покрајинеː Војводина са Новим Садом као административним центром, и Косово и Метохија са Приштином као административним центром. Од 1999. после рата на Косову и Метохији и Резолуције 1244 Савета безбедности Уједињених нација, Космет је постао међународни протекторат УНМИК-а у саставу Републике Србије, чиме је Србија дефакто изгубила контролу над својом јужном покрајином.
Дана 4. фебруара 2003. у савезном парламенту у Београду, усвојена је Уставна повеља Србије и Црне Горе чиме је реконструисана федерација и СР Југославија је престала да постоји. Тиме је Република Србија ушла у састав Државне заједнице Србија и Црна Гора.
Године 2004. усвојене су нова застава и грб републике.
Године 2006, након проглашења независности Црне Горе (које је уследило после референдума), СЦГ је распуштена и наслеђе Републике Србије је прикупљено од стране српске државе. Република Србија је, по Уставној повељи Државне заједнице Србија и Црна Гора, држава-континуитета (иста држава, само са другим називом и територијом, али са истим правима и обавезама) са Државном заједницом Србија и Црна Гора.

## Административна подела
Република је административно била подељена на 29 округа и Град Београд.
| - Борски округ - Браничевски округ - Град Београд - Зајечарски округ - Западнобачки округ - Златиборски округ - Јабланички округ - Јужнобанатски округ - Јужнобачки округ - Колубарски округ | - Косовски округ - Косовскомитровачки округ - Косовскопоморавски округ - Мачвански округ - Моравички округ - Нишавски округ - Пећки округ - Пиротски округ - Подунавски округ - Поморавски округ | - Призренски округ - Пчињски округ - Расински округ - Рашки округ - Севернобанатски округ - Севернобачки округ - Средњобанатски округ - Сремски округ - Топлички округ - Шумадијски округ |

Поред округа, Република Србија била је подељена и на општине.

## Демографија
- Попис 1991:
Укупно — 9.778.991
Етнички састав:
- Срби — 6.446.595 (65,92%)
- Албанци — 1.674.353 (17,12%)
- Мађари — 343.942 (3,52%)
- Југословени — 323.625 (3,31%)
- Муслимани — 246.411 (2,52%)
- Роми — 140.237 (1,43%)
- Црногорци — 139.299 (1,42%)
- Хрвати — 105.406 (1,08%)
- Словаци — 66.798 (0,68%)
- Македонци — 46.046 (0,47%)
- Румуни — 42.331 (0,43%)
- Бугари — 26.876 (0,27%)
- Буњевци — 21.434 (0,22%)
- Русини — 18.073 (0,18%)
- Власи — 17.807 (0,18%)
- Турци — 11.236 (0,11%)
- Словенци — 8.261 (0,08%)
- Немци — 5.263 (0,05%)
- Украјинци — 5.066 (0,05%)
- Чеси — 2.832 (0,03%)
- Руси — 2.576 (0,03%)
- Јевреји — 1.210 (0,01%)
- остали — 17.129 (0,17%)
- национално неопредељени — 10.906 (0,11%)
- изјаснили се у смислу регионалне припадности — 4.912 (0,05%)
- непознато — 50.367 (0,51%)

- Попис 2002.:
Укупно — 7.498.001 (без Косова и Метохије)
Етнички састав Србије (без Косова) 2002. године
Етнички састав:
- Срби — 6.212.838 (82.86%)[2]
- Мађари — 293.299 (3.91%)[2]
- Бошњаци — 136.087 (1.82%)[2]
- Роми — 108.193 (1.44%)[2]
- Југословени — 80.721 (1.08%)[2]
- Хрвати — 70.602 (0,94%)
- Црногорци — 69.049 (0,92%)
- Албанци — 61.647 (0,82%)
- Словаци — 59.021 (0,79%)
- Власи — 40.054 (0,53%)
- Румуни — 34.576 (0,46%)
- Македонци — 25.847 (0,35%)
- Бугари — 20.497 (0,27%)
- Буњевци — 20.012 (0,27%)
- Муслимани — 19.503 (0,26%)
- Русини — 15.905 (0,21%)
- Украјинци — 5.354 (0,07%)
- остали — 14.191 (0,19%)
- изјашњени у смислу регионалне припадности — 11.485 (0,15%)
- национално неопредељени — 107.732 (1,44%)
- непознато — 75.483 (1,01%)

## Функционери Републике Србије

### Председници
- Слободан Милошевић (28. септембар 1990. — 23. јул 1997)
- Драган Томић (в.д.) (23. јул — 29. децембар 1997)
- Милан Милутиновић (29. децембар 1997. — 29. децембар 2002)
- Наташа Мићић (в.д.) (29. децембар 2002. — 4. фебруар 2004)
- Драган Маршићанин (в.д.) (4. фебруар — 3. март 2004)
- Војислав Михаиловић (в.д.) (3. — 4. март 2004)
- Предраг Марковић (в.д.) (4. март — 11. јул 2004)
- Борис Тадић (11. јул 2004. — 5. јун 2006)

### Премијери
- Председници Извршног већа Републике Србије
  - Станко Радмиловић (28. септембар 1990. — 15. јануар 1991)
- Председници Владе Републике Србије
  - Драгутин Зеленовић (15. јануар — 23. децембар 1991)
  - Радоман Божовић (23. децембар 1991. — 10. фебруар 1993)
  - Никола Шаиновић (10. фебруар 1993. — 18. март 1994)
  - Мирко Марјановић (18. март 1994. — 24. октобар 2000)
  - Миломир Минић (24. октобар 2000 — 25. јануар 2001)
  - Зоран Ђинђић (25. јануар 2001. — 12. март 2003)
  - Небојша Човић (в.д.) (12. — 17. март 2003)
  - Жарко Кораћ (в.д.) (17. — 18. март 2003)
  - Зоран Живковић (18. март 2003. — 4. март 2004)
  - Војислав Коштуница (4. март 2004. — 5. јун 2006)